# U.S. National Championships 1965
Die 85. U.S. National Championships fanden vom 1. bis zum 12. September 1965 im West Side Tennis Club in Forest Hills in New York, USA statt.
Titelverteidiger im Einzel waren Roy Emerson bei den Herren sowie Maria Bueno bei den Damen. Im Doppel waren Chuck McKinley und Dennis Ralston bei den Herren, Billie Jean Moffitt und Karen Susman bei den Damen sowie Margaret Smith und John Newcombe im Mixed die Titelverteidiger.

## Herreneinzel
Setzliste
| Nr. | Spieler        | Erreichte Runde |
| --- | -------------- | --------------- |
| 01. | Roy Emerson    | Viertelfinale   |
| 02. | Fred Stolle    | 2. Runde        |
| 03. | Dennis Ralston | Viertelfinale   |
| 04. | Manuel Santana | Sieg            |

| Nr. | Spieler        | Erreichte Runde |
| --- | -------------- | --------------- |
| 05. | Arthur Ashe    | Halbfinale      |
| 06. | Rafael Osuna   | Halbfinale      |
| 07. | Chuck McKinley | Achtelfinale    |
| 08. | Cliff Drysdale | Finale          |